# Trgovska ladja
Trgovska ladja je ladja, namenjena trgovanju z dobrinami, po vodi prepeljani z ladjo.